# Apartment
Apartment är en musikgrupp från London, England som bildades 2005. 2007 släppte bandet sin första skiva, The Dreamer Evasive.
Låten "Fall into Place" blev framröstad som en av årets bästa engelska poplåtar år 2007 av den engelska tidningen The Times. "Fall into Place" är även med i FIFA 08

## Bandmedlemmar
- David Caggiari – sång, gitarr, keyboard
- Tom Gillet – basgitarr
- Davide DeSantis – gitarr
- Liam Fletcher – trummor

## Diskografi
Album
- 2002 – The Girl Is Not Right
- 2007 – The Dreamer Evasive

Singlar
- 2005 – "Everyone Says I'm Paranoid" / "June, July" (UK #67)
- 2005 – "Patience Is Proving" / "Beyond My Control" / "People" (UK #84)
- 2006 – "I’ll Play With Yours If You Play With Mine"
- 2006 – "My Brother Chris" / "Metropolitan Tale"
- 2006 – "10,000 Times" / "The Flood" (UK #40)
- 2007 – "Pressures" / "Ghost"
- 2007 – "Fall into Place"

EP
- 2006 – Kindred - I'll Play With Yours, If You'll Play With Mine (delad EP med The Far Cries)